# Diocèse de Girardota
Ne doit pas être confondu avec Diocèse de Girardot.
Le diocèse de Girardota (en latin : Dioecesis Girardotanensis ; en espagnol : Diócesis de Girardota) est un diocèse de l'Église catholique en Colombie, suffragant de l'archidiocèse de Medellín.

## Territoire

Il comprend 11 municipalités du département d'Antioquia : Alejandría, Barbosa, Caracolí, Cisneros, Concepción, Girardota, Maceo, San Roque, Santo Domingo, Yolombó et le district de Las Virginias de la municipalité de Puerto Berrío.
Il possède un territoire d'une superficie de 2 445 km2 divisé en 33 paroisses. Le siège épiscopal est dans la ville de Girardota où se trouve la cathédrale Notre-Dame-du-Rosaire.

## Historique
Le diocèse est érigé le 18 juin 1988 par la constitution apostolique Qui peculiari du pape Jean-Paul II en prenant une partie des territoires des diocèses de Barrancabermeja et Sonsón-Rionegro et de l'archidiocèse de Medellín. Girardota est nommé suffragant de ce dernier.

## Évêques
- Óscar Ángel Bernal (18 juin 1988 - 4 juillet 1996)
- Héctor Ignacio Salah Zuleta (21 février 1998 - 13 mai 2005), nommé évêque de Riohacha
- Gonzalo Restrepo Restrepo (11 juillet 2006 - 16 juillet 2009), nommé coadjuteur de Manizales
- Guillermo Orozco Montoya (2 février 2010 - 21 mars 2024)
- Juan Manuel Toro Vallejo, depuis le 21 mars 2024